# Emmeline Pankhurst
Emmeline Pankhurst (n. 14 iulie 1858, Manchester - d. 14 iunie 1928, Londra), născută  Emmeline Goulden,  a fost o reprezentantă a mișcării radicale feministe, o militantă (sufragetă) care a luptat pentru drepturile femeii.

## Biografie
Emmeline Pankhurst a fost fiica lui Robert Goulden și a soției sale, Sophia Crane, o familie cu vederi radical-democrate. Ei erau adepții partidului liberal, care era angajat pentru abolirea sclavagismului, milita contra legii care prevedea vama impusă pe cerealele importate și care se angaja pentru drepturile femeii.
Emmeline a participat deja la vârsta de 14 ani la întruniri care militau pentru dreptul internațional al femeii. Între anii 1873 - 1879 a învățat în gimnaziul de fete din Paris. După reîntoarcerea în Manchester, s-a căsătorit, în același an, cu avocatul Richard Marsden Pankhurst (1834–1898), care era cu 24 de ani mai în vârstă decât ea. Din căsătoria cu Pankhurst au rezultat cinci copii. Christabel Harriette (1880–1958), Estelle Sylvia (1882–1960), Frank (1884–1889; care a murit bolnav de difterie la vârsta de cinci ani), Adela (1885–1961) și Harry (1889–1910).
După moartea soțului, în anul 1898, Emmeline a început să aibă probleme financiare, trebuind să trăiască cu copiii dintr-un salariu modest de funcționară de la starea civilă. La 10 octombrie 1903 a înființat, împreună cu alte patru femei și fiica ei Christabel, organizația cu vederi radicale „Women’s Social and Political Union” (Uniunea politică și socială a femeilor), care propaga teoria unei militări pașnice. Ideea a fost preluată de mișcarea din SUA pentru drepturile femeilor, iar mai târziu de Mahatma Gandhi, și Martin Luther King. Mișcarea femeilor din Anglia a recurs și la metode radicale, ca incendieri și atentate cu bombe, ceea ce a dus la arestarea ei repetată.